# Саболч Шафар
Саболч Шафар (мађ. Sáfár Szabolcs; Будимпешта, 20. август 1974) бивши мађарски фудбалер, играо на 14 утакмица за репрезентацију Мађарске, играо на позицији голмана. Био је члан тима који је учествовао на Олимпијским играма у Атланти 1996. 

## Каријера

### Клуб
Каријеру је започео у тиму Вашаш из Будимпеште, где је био један од миљеника навијача. Његов први страни тим био је СВ Аустрија Салцбург, са којим је потписао уговор у лето 1997. године. Током своје каријере у Салцбургу је добио и аустријско држављанство. Због доброг наступа у Салцбургу, добио је понуду немачког прволигашког тима Борусије Менхенгладбах, али се данима пре трансфера повредио при одбрани пенала, па су Немци повукли понуду. Шафар је 2003. године потписао уговор са руским прволигашким клубоб Спартак из Москве, али пошто је изостављен из стартног тима након промене тренера и клуб није испоштовао услове уговора, он је вратио у Аустрију, у Аустрија Беч. Једно време је био само голман број два иза Хрвата Јозефа Џоија Дидулице, али од његовог одласка постао је голман број један. Прославио је једну лигашку титулу и четири победе у купу као члан тима Беча, а 14. маја 2011. играо је у свом 300. аустријском прволигашком мечу против Вакер Инзбрука. Уговор са Аустријом му је истекао на лето, па је у јуну потписао са Вакером из Инзбруком. Овде је још три сезоне стајао испред гола екипе Инзбрука, за тим из Тирола бранио је у укупно 87 прволигашких првенствених утакмица. На крају сезоне 2013/14 уговор му није продужен, пре свега због подмлађивања. Саболч Шафар је бранио на више од 470 утакмица у Аустрији. Након тога је постао играч СК Рицинга у источној групи аустријске треће лиге. У септембру 2014. године добио је награду за животно дело у Аустрији. Такође је овде играо три сезоне, а затим је најавио повлачење у мају 2017. у 42. години.

### Репрезентација
За репрезентацију Мађарске наступио је 14 пута. За олимпијску репрезентацију је имао три забележена наступа и бранио је гол репрезентације на Олимпијским играма у Атланти 1996. године. 

### Тренер
Након пензионисања, Шафар је био одговоран за обуку старосних група У15, У16, У17 и У18 као тренер голмана Аустрије Беч.

## Достигнућа

### Клуб
Аустрија Беч
- Бундеслига Аустрије у фудбалу:
  - шампион: 2006.
- Куп Аустрије у фудбалу: 
  - победник: 2005, 2006, 2007, 2009